# Dimitris Avramopoulos

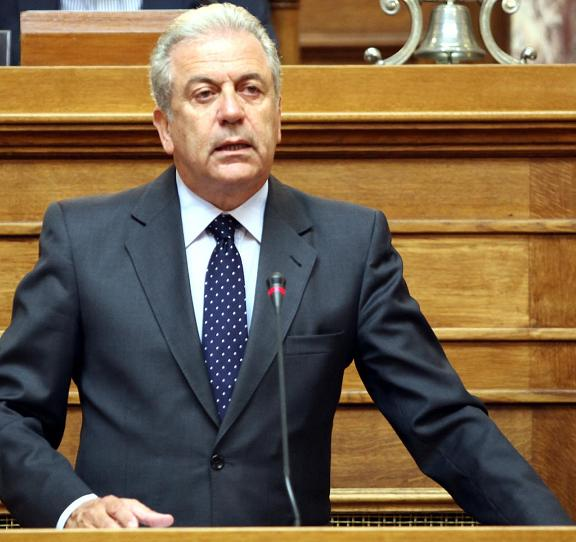
Dimitris Avramopoulos (2012)

Dimitris Avramopoulos (griechisch Δημήτρης Αβραμόπουλος, * 6. Juni 1953 in Athen) ist ein griechischer Politiker und Diplomat. Er war von November 2014 bis Dezember 2019 Kommissar für Migration, Inneres und Bürgerschaft in der Kommission Juncker.

## Biografie
Avramopoulos studierte Öffentliches Recht und Politikwissenschaften an der Juristischen Fakultät der Universität Athen und absolvierte ein Postgraduierten-Studium mit Spezialisierung auf internationale Organisation an der Boston University und in European Studies am Institut für Europäische Angelegenheiten der Université Libre de Bruxelles in Brüssel.

### Diplomatische Laufbahn
Von 1980 bis 1993 war Avramopoulos als Diplomat tätig, zunächst im Außenministerium in Athen, von 1988 bis 1992 als griechischer Konsul in Lüttich und Sonderberater des Ministerpräsidenten und Vorsitzenden der Partei Nea Dimokratia, Konstantinos Mitsotakis. Zudem vertrat er Griechenland bei der Konferenz für Sicherheit und Zusammenarbeit in Europa in Wien im selben Jahr. Im Jahr 1992 war er Sprecher des Außenministeriums in Athen und Generalkonsul von Griechenland in Genf. Im Jahr 1993 wurde er zum Direktor des diplomatischen Büros des griechischen Premierministers.

## Politik

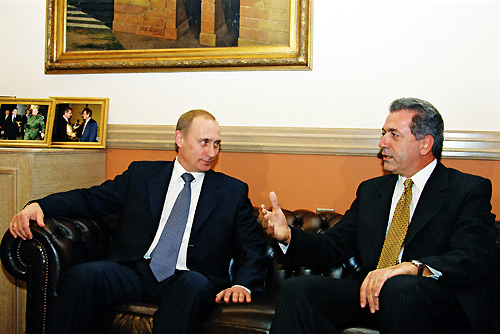
Dimitris Avramopoulos (rechts) 2001 mit Wladimir Putin

Im Jahr 1993 begab er sich aus dem griechischen diplomatischen Dienst als Mitglied der konservativen Nea Dimokratia in die Politik und wurde Mitglied des Zentralkomitees der Partei. 1993 wurde er als Abgeordneter ins griechische Parlament gewählt. 1994 wurde er zum Bürgermeister von Athen gewählt, im Oktober 1998 wiedergewählt.
Nach dem Sieg der Nea Dimokratia bei den Parlamentswahlen 2004 übernahm Dimitris Avramopoulos in der Regierung von Kostas Karamanlis bis 2006 das Amt des Ministers für Tourismus, von 2006 bis 2009 war er Minister für Gesundheit und soziale Solidarität.
Als nach der schweren Niederlage der Nea Dimokratia bei den Parlamentswahlen 2009 Karamanlis als Parteichef abtrat, bewarb sich Avramopoulos zunächst um den Parteivorsitz. Er zog seine Kandidatur jedoch zu Gunsten von Andonis Samaras zurück. Seine Unterstützung für Samaras wurde als wesentlich für dessen Sieg bei der Wahl durch die Parteibasis angesehen und von Samaras alsbald dadurch belohnt, dass er Avramopoulos als „Schatten-Außenminister“ berief.

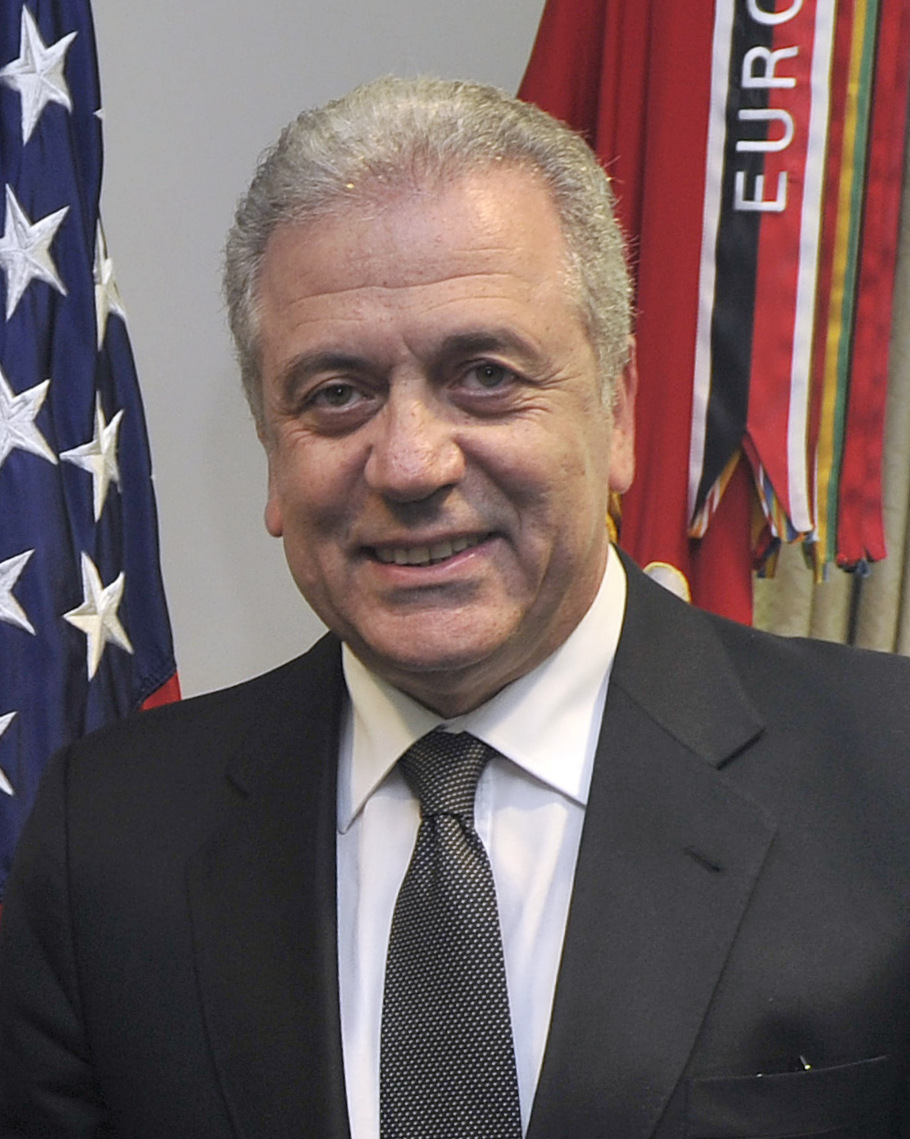
Dimitris Avramopoulos als Verteidigungsminister im Pentagon (2012)

In das Übergangskabinett von Ministerpräsident Loukas Papadimos wurde er als Vertreter der Nea Dimokratia als Verteidigungsminister berufen. Mit Antritt des Amts gab er sein Abgeordnetenmandat auf.
Am 21. Juni 2012 wurde Avramopoulos als Außenminister in die Regierung von Andonis Samaras berufen. Im Juni 2013 wechselte er in das Verteidigungsministerium.
Im November 2014 wurde Avramopoulos EU-Kommissar für Inneres und Migration. Im April 2015 stellte er einen 10-Punkte-Plan vor, mit welchem die EU das Flüchtlingsproblem lösen soll. Als wichtigste Punkte des Plans gelten die verstärkte Seenotrettung, die Vernichtung von Schleuserbooten und eine gerechtere Verteilung der ankommenden Flüchtlinge auf die EU-Länder. Im Juli 2015 forderte er die Abnahme von Fingerabdrücken der Asylbewerber, um ein reibungsloses Asylverfahren zu gewährleisten und nicht Asylberechtigte besser abschieben zu können. Mit Antritt der Kommission von der Leyen I am 1. Dezember 2019 schied er aus dem Amt aus.

## Familie
Avramopoulos ist in Athen geboren, seine Eltern stammten aus Arkadien und Ilia (Peloponnes). Mit seiner Frau Vivian hat er zwei Kinder und lebt in Athen.